# DR-Baureihe 84
Die Baureihe 84 war eine Einheits-Güterzugtenderlokomotive der Deutschen Reichsbahn. Die Fahrzeuge waren speziell für die osterzgebirgische Nebenbahn Heidenau–Altenberg (Erzgeb) (Müglitztalbahn) vorgesehen, die mit ihren Radien von 140 Metern und Neigungen bis zu 36 Promille besondere Anforderungen an die dort eingesetzten Fahrzeuge stellt.

## Geschichte

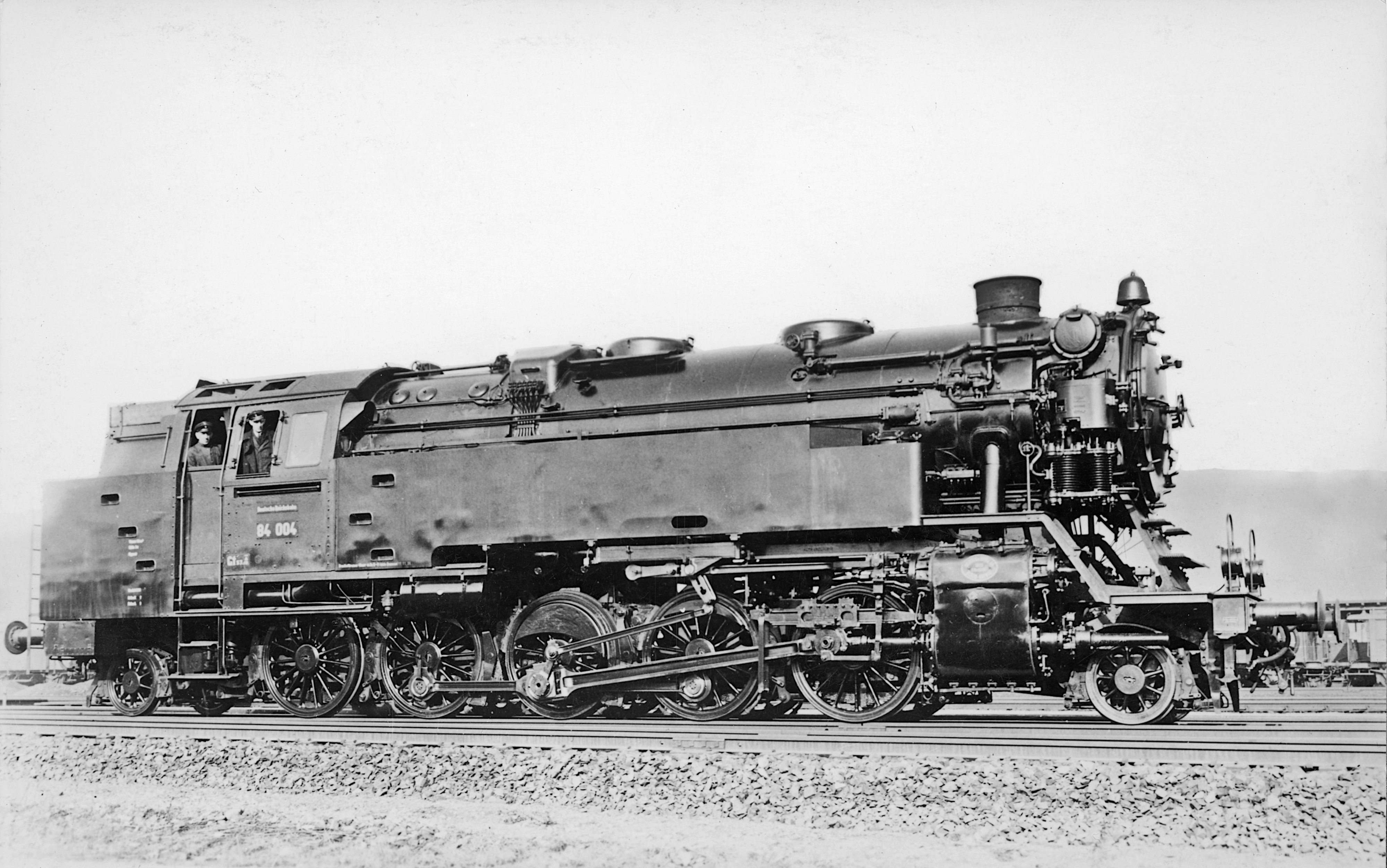
84 004 mit Luttermöller-Achsantrieb auf einer Aufnahme aus dem Deutschen Lokomotivbild-Archiv

In den Jahren von 1935 bis 1938 ließ die Deutsche Reichsbahn die im Osterzgebirge verlaufende Schmalspurbahn von Heidenau nach Altenberg zu einer leistungsfähigen normalspurigen Nebenbahn umbauen. Auf freier Strecke erhielt die neue Bahn Radien von 140 Metern, in einigen Anschlussgleisen solche von nur 100 Metern. Eine Besonderheit der neuen Strecke war zudem, dass sie wegen der geplanten Fahrzeitverkürzungen einen hauptbahnähnlichen Ausbau erhielt, der eine Streckengeschwindigkeit von 70 km/h ermöglichte. Für diese Einsatzbedingungen befand sich im Bestand der Deutschen Reichsbahn keine geeignete Lokomotive. Die schweren Tenderlokomotiven der Baureihen 85 und 95 waren schon wegen ihrer hohen Achslast von zwanzig Tonnen nicht einsetzbar.
Die Deutsche Reichsbahn vergab deshalb 1934 einen Entwicklungsauftrag für eine entsprechende Tenderlokomotive an die Lokomotivfabriken Berliner Maschinenbau AG (BMAG) in Wildau und Orenstein & Koppel in Drewitz. Beide Unternehmen lieferten 1936 je zwei Probelokomotiven mit weitgehend identischen Parametern. Um die geforderte Bogenläufigkeit zu erzielen, erhielten die von der BMAG gelieferten Fahrzeuge ein Schwartzkopff-Eckhardt-Lenkgestell, in dem die jeweils äußeren Kuppelachsen zusammengefasst waren, sowie ein Dreizylindertriebwerk. Die Lokomotiven von Orenstein & Koppel besaßen Luttermöller-Antriebe der ersten und fünften Kuppelachse und Zweizylindertriebwerk.
Die Lokomotiven wurden bei Versuchsfahrten direkt verglichen. Die Fahrzeuge von Orenstein & Koppel erzielten mit ihrem Zweizylindertriebwerk günstigere Verbrauchswerte als der BMAG-Entwurf. Bei geringen Leistungen machte sich jedoch ein Leistungsverlust durch die hohe innere Reibung des Zahnradantriebs bemerkbar. Die Kurvenläufigkeit war hingegen bei den BMAG-Lokomotiven besser. Sie durchliefen auch die engsten Bögen anstandslos. Wegen des günstigeren Preises und der besseren Kurvenläufigkeit wurden schließlich die Lokomotiven der Bauart BMAG weiter beschafft.
Die BMAG lieferte die acht Serienmaschinen 1937 aus. Beheimatet waren sie im Bahnbetriebswerk Dresden-Friedrichstadt. Bis zur Fertigstellung der neuen Müglitztalbahn wurden sie zunächst auf anderen Strecken im Dresdner Raum verwendet. Nach deren Eröffnung im Dezember 1938 beförderten sie dort bis zum Ende des Zweiten Weltkriegs im Mai 1945 ausnahmslos alle Reise- und Güterzüge auf der Strecke.
Am 17. April 1945 wurden die meisten Lokomotiven bei einem Luftangriff auf die Eisenbahnanlagen in Dresden-Friedrichstadt schwer beschädigt; andere waren bei Kampfhandlungen im Müglitztal unbrauchbar geworden. Die meisten Fahrzeuge wurden jedoch nach Kriegsende recht bald wieder instand gesetzt. Sechs Lokomotiven gehörten ab Anfang 1946 zur Reserve der sowjetischen Besatzungsmacht, die sie für ihre Zwecke einsetzte. Verwendet wurden die Lokomotiven vorrangig für Schiebedienste auf den Steilrampen Tharandt–Klingenberg-Colmnitz und Dresden-Neustadt–Dresden-Klotzsche. Ab dem Winterfahrplan 1946/1947 kamen einige Lokomotiven für kurze Zeit wieder auf der Müglitztalbahn zum Einsatz.
Im Jahr 1949 kamen alle verbliebenen Lokomotiven zum Bahnbetriebswerk Schwarzenberg. Dort wurden sie vor den schweren Uranerz-Zügen auf der Bahnstrecke Schwarzenberg–Johanngeorgenstadt eingesetzt, dieser Einsatz währte aber nur einige Jahre. Wegen ihres komplizierten Triebwerks und einer gewissen Entgleisungsneigung der mittleren, spurkranzlosen Treibachse waren die Lokomotiven bei den dortigen Personalen eher unbeliebt. Für den durchgehenden Zugbetrieb auf der Hauptbahn von Zwickau nach Johanngeorgenstadt waren zudem die mitgeführten Brennstoffvorräte zu gering. Ab 1952 waren acht Lokomotiven in der Uranaufbereitung der Wismut AG in Dresden-Coschütz als stationäre Dampferzeuger im Einsatz.
Im Jahr 1958 wurden schließlich alle Lokomotiven aus dem Betrieb genommen. Grund waren die Kessel, die aus dem nicht alterungsbeständigen Werkstoff St47K gefertigt waren. Eine ursprünglich vorgesehene Neubekesselung erfolgte nicht mehr. Einzige Ausnahme war die 84 007, die bereits 1957 im Reichsbahnausbesserungswerk Zwickau einen neuen Kessel erhalten hatte. Zwischen 1962 und 1965 musterte man alle Lokomotiven aus.
Für eine museale Erhaltung war zunächst die 84 010 vorgesehen, die bereits auf dem Schrottplatz im Reichsbahnausbesserungswerk Chemnitz stand. Als dort einige Tonnen Stahl für die Erfüllung des Schrottplans fehlten, wurde sie kurzerhand verschrottet. Die letzte vorhandene Lokomotive war die 84 012, die bis zu ihrer Zerlegung 1968 in Dresden abgestellt war.